# Сампаю (Токантинс)

Сампаю на карте штата.

Сампаю (порт. Sampaio) — муниципалитет в Бразилии, входит в штат Токантинс. Составная часть мезорегиона Западный Токантинс. Входит в экономико-статистический микрорегион Бику-ду-Папагаю. Население составляет  3 864 человека на 2010 год. Занимает площадь 222,290 км². Плотность населения — 17,38 чел./км².

## История
Город основан 1 июня 1989 года.

## Демография
Согласно сведениям, собранным в ходе переписи 2010 г. Национальным институтом географии и статистики (IBGE), население муниципалитета составляет:
| Полное население                               | Полное население                               | Полное население                               | Полное население                               | 3 864 |
| ---------------------------------------------- | ---------------------------------------------- | ---------------------------------------------- | ---------------------------------------------- | ----- |
| в том числе:                                   | Городское население                            | 3 516                                          | Процент городского населения, %                | 90,99 |
|                                                | Сельское население                             | 348                                            | Процент сельского населения, %                 | 9,01  |
|                                                | Мужское население                              | 1 970                                          | Процент мужского населения, %                  | 50,98 |
|                                                | Женское население                              | 1 894                                          | Процент женского населения, %                  | 49,02 |
| Плотность населения, чел/км²                   | Плотность населения, чел/км²                   | Плотность населения, чел/км²                   | Плотность населения, чел/км²                   | 17,38 |
| Население муниципалитета в % к населению штата | Население муниципалитета в % к населению штата | Население муниципалитета в % к населению штата | Население муниципалитета в % к населению штата | 0,28  |

По данным оценки 2016 года население муниципалитета составляет 4 415 жителей.

## Статистика
- Валовой внутренний продукт на 2003 составляет 4.056.951,00 реалов (данные: Бразильский институт географии и статистики).
- Валовой внутренний продукт на душу населения на 2003 составляет 1.554,39 реалов (данные: Бразильский институт географии и статистики).
- Индекс развития человеческого потенциала на 2000 составляет 0,576 (данные: Программа развития ООН).

## География
Климат местности: полупустыня.

## Важнейшие населенные пункты
| № | Населённый пункт | Населённый пункт (порт.) | Категория | Население чел. (2010) | На карте                       |
| - | ---------------- | ------------------------ | --------- | --------------------- | ------------------------------ |
| 1 | Сампаю           | Sampaio                  | город     | 3516                  | 5°21′12″ ю. ш. 47°52′38″ з. д. |
| 2 | Сан-Раймунду     | São Raimundo             | поселок   | 85                    | 5°24′10″ ю. ш. 47°54′50″ з. д. |